# زايدا
زايدا (بالألمانية: Sayda) هي بلدة ألمانية تقع في ألمانيا في ساكسونيا. يقدر عدد سكانها بـ 2,180 نسمة .

## المدن التوأمة
مدن Meziboří، سوليانو أل روبيكوني و سترنتشي هي مدن توأمة لـزايدا.